# Christian Morgenstern
Christian Otto Josef Wolfgang Morgenstern (Munique, 6 de maio de 1871 — Merano, 31 de março de 1914) foi um poeta e escritor alemão, autor de versos em estilo nonsense. Trabalhou como jornalista em Berlim, embora tenha passado parte de sua vida preocupado com sua saúde, viajou pela Itália, Alemanha e Suíça. Embora tenha falhado em sua missão, entrou em contato com muitos autores e figuras filosóficas de seu tempo.

Um de seus poemas mais conhecidos tinha uma mescla metafísica ao humor nonsense, como visto em 'Vice Versa', (1905):
| Ein Hase sitzt auf einer Wiese, des Glaubens, niemand sähe diese. Doch im Besitze eines Zeißes betrachtet voll gehaltnen Fleißes vom vis-à-vis gelegnen Berg ein Mensch den kleinen Löffelzwerg. Ihn aber blickt hinwiederum ein Gott von fern an, mild und stumm. | "A rabbit in his meadow lair Imagines none to see him there. But aided by a looking lens A man with eager diligence Inspects the tiny long-eared gnome From a convenient near-by dome. Yet him surveys, or so we learn A god from far off, mild and stern.' |

Morgenstern faleceu em 1914 por tuberculose, o qual contraiu de sua mãe, falecida em 1881.

## Trabalhos reunidos
- Volume 1: Lyrik 1887–1905, ed. Martin Kiessig, 1988.
- Volume 2: Lyrik 1906–1914, ed. Martin Kiessig, 1992.
- Volume 3: Humoristische Lyrik, ed. Maurice Cureau, 1990.
- Volume 4: Episches und Dramatisches, eds. Reinhardt Habel and Ernst Kretschmer, 2001.
- Volume 5: Aphorismen, ed. Reinhardt Habel, 1987.
- Volume 6: Kritische Schriften, ed. Helmut Gumtau, 1987.
- Volume 7: Briefwechsel 1878–1903, ed. Katharina Breitner, 2005.
- Volume 8: Briefwechsel 1905–1908, ed. Katharina Breitner, 2011.
- Volume 9: Briefwechsel 1909–1914 (in preparation)

## Ligações Externas
- Trabalhos de Christian Morgenstern em Project Gutenberg
- Trabalhos de Christian Morgenstern ou sobre o autor, no Internet Archive
- Trabalhos de Christian Morgenstern na LibriVox (audiolivros de domínio público)
- Vice Versa (em alemão)

## Literatura
- Michael Bauer: . Piper, München 1933 (completed by Margareta Morgenstern and Rudolf Meyer. With contributions by Friedrich Kayssler and others). (Reprint 1985, Urachhaus, Stuttgart).

- Martin Beheim-Schwarzbach: . Rowohlt, Reinbek 1964, ISBN 3-499-50097-3 (Rowohlts Monographien, Band 97)
- Maurice Cureau: . Peter Lang, Bern 1986.
- Herbert Gumtau: . Colloquium, Berlin 1971.
- Reinhardt Habel: Morgenstern, Christian. In: Neue Deutsche Biographie (NDB). Band 18, Duncker & Humblot, Berlin 1997, ISBN 3-428-00199-0, S. 104–108 (Digitalisat).
- Reinhardt Habel: "Christian Morgenstern and Rudolf Steiner", https://www.academia.edu/7484899/Reinhardt_Habel._Christian_Morgenstern_and_Rudolf_Steiner
- Ueli Haldimann (Hrsg.): Hermann Hesse, Thomas Mann und andere in Arosa – Texte und Bilder aus zwei Jahrhunderten, AS Verlag und Buchkonzept AG, Zürich 2001, pp. 65–71, ISBN 3-905111-67-5
- Anthony T. Wilson: Über die Galgenlieder Christian Morgensterns. Königshausen und Neumann (= Epistemata – Würzburger wissenschaftliche Schriften. Reihe Literaturwissenschaft, Bd. 448), 2003, ISBN 978-3-8260-2490-0.